# Ligne Jōmō
La ligne Jōmō (上毛線, Jōmō-sen) est une ligne ferroviaire exploitée par la compagnie Jomo Electric Railway, située dans la préfecture de Gunma au Japon. Elle relie la gare de Chūō-Maebashi à Maebashi à la gare de Nishi-Kiryū à Kiryū.

## Histoire
La ligne est ouverte le 10 novembre 1928.

## Caractéristiques

### Ligne
- longueur : 25,4 km
- écartement des voies : 1 067 mm
- Nombre de voies : Voie unique
- électrification : 1 500 V CC

### Services
La ligne est parcourue par des trains omnibus.

### Liste des gares
| Gare                 | Nom japonais     | Distance depuis Chūō-Maebashi (km) | Correspondances                                                                 | Localisation |
| -------------------- | ---------------- | ---------------------------------- | ------------------------------------------------------------------------------- | ------------ |
| Chūō-Maebashi        | 中央前橋         | 0                                  | JR East : Ryōmō (à Maebashi)                                                    | Maebashi     |
| Jōtō                 | 城東             | 0,8                                |                                                                                 | Maebashi     |
| Mitsumata            | 三俣             | 1,6                                |                                                                                 | Maebashi     |
| Katakai              | 片貝             | 2,2                                |                                                                                 | Maebashi     |
| Kamiizumi            | 上泉             | 3,2                                |                                                                                 | Maebashi     |
| Akasaka              | 赤坂             | 4,3                                |                                                                                 | Maebashi     |
| Shinzō-Kekkan Center | 心臓血管センター | 5,6                                |                                                                                 | Maebashi     |
| Egi                  | 江木             | 6,2                                |                                                                                 | Maebashi     |
| Ōgo                  | 大胡             | 8,3                                |                                                                                 | Maebashi     |
| Higoshi              | 樋越             | 9,9                                |                                                                                 | Maebashi     |
| Kitahara             | 北原             | 10,9                               |                                                                                 | Maebashi     |
| Araya                | 新屋             | 12,0                               |                                                                                 | Maebashi     |
| Kasukawa             | 粕川             | 13,3                               |                                                                                 | Maebashi     |
| Zen (ja)             | 膳               | 14,3                               |                                                                                 | Maebashi     |
| Niisato              | 新里             | 15,8                               |                                                                                 | Kiryū        |
| Nikkawa              | 新川             | 17,7                               |                                                                                 | Kiryū        |
| Higashi-Nikkawa      | 東新川           | 18,7                               |                                                                                 | Kiryū        |
| Akagi                | 赤城             | 19,6                               | Tōbu : Kiryū Watarase Keikoku Railway : Watarase Keikoku (à Ōmama)              | Midori       |
| Kiryū-Kyūjō-Mae      | 桐生球場前       | 21,8                               | Watarase Keikoku Railway : Watarase Keikoku (à Undō-Kōen)                       | Kiryū        |
| Tennōjuku            | 天王宿           | 22,8                               |                                                                                 | Kiryū        |
| Fujiyamashita        | 富士山下         | 23,7                               |                                                                                 | Kiryū        |
| Maruyamashita        | 丸山下           | 24,3                               |                                                                                 | Kiryū        |
| Nishi-Kiryū          | 西桐生           | 25,4                               | JR East : Ryōmō (à Kiryū) Watarase Keikoku Railway : Watarase Keikoku (à Kiryū) | Kiryū        |